# Talіtsa
Talitsa (vitryska: Таліца) är ett vattendrag i Belarus.   Det ligger i voblasten Minsks voblast, i den centrala delen av landet, 120 km söder om huvudstaden Minsk.
Omgivningarna runt Talіtsa är en mosaik av jordbruksmark och naturlig växtlighet. Runt Talіtsa är det ganska glesbefolkat, med 22 invånare per kvadratkilometer.